# USA ved vinter-OL 2022
USAs deltog i vinter-OL 2022 i Beijing, Kina i perioden 4. – 20. februar 2022.

## Medaljer
| 2022 Beijing | Guld | Sølv | Bronze | Total |
| USA          | 8    | 10   | 7      | 25    |

### Medaljevindere
| USA under vinter-OL 2022 i Beijing | USA under vinter-OL 2022 i Beijing                                                                                         | USA under vinter-OL 2022 i Beijing | USA under vinter-OL 2022 i Beijing | USA under vinter-OL 2022 i Beijing |
| Medalje                            | Navn | Sport                              | Event                              | Dato                               |
| ---------------------------------- | --- | ---------------------------------- | ---------------------------------- | ---------------------------------- |
| Guld                               | Lindsey Jacobellis | Snowboarding                       | Kvindernes snowboard cross         | 9. februar                         |
| Guld                               | Nathan Chen | Kunstskøjteløb                     | Mændenes singles                   | 10. februar                        |
| Guld                               | Ashley Caldwell Christopher Lillis Justin Schoenefeld                                                                      | Freestyle skiløb                   | Holdkonurrence aerials             | 10. februar                        |
| Guld                               | Chloe Kim | Snowboarding                       | Kvindernes halfpipe                | 10. februar                        |
| Guld                               | Nick Baumgartner Lindsey Jacobellis                                                                                        | Snowboarding                       | Mixed Snowboard cross              | 12. februar                        |
| Guld                               | Erin Jackson | Hurtigløb på skøjter               | Kvindernes 500 m                   | 13. februar                        |
| Sølv                               | Julia Marino | Snowboarding                       | Kvindernes slopestyle              | 6. februar                         |
| Sølv                               | Jaelin Kauf | Freestyle skiløb                   | Kvindernes pukkelpist              | 6. februar                         |
| Sølv                               | Evan Bates Karen Chen Nathan Chen Madison Chock Zachary Donohue Brandon Frazier Madison Hubbell Alexa Knierim Vincent Zhou | Kunstskøjteløb                     | Holdkonkurrence                    | 7. februar                         |
| Sølv                               | Ryan Cochran-Siegle | Alpint skiløb                      | Mændenes super-G                   | 8. februar                         |
| Sølv                               | Colby Stevenson | Freestyle skiløb                   | Mændenes big air                   | 9. februar                         |
| Bronze                             | Jessie Diggins | Langrend                           | Kvindernes sprint                  | 8. februar                         |